# Aleksander Wat

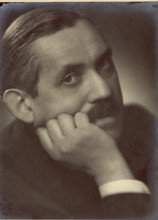
Aleksander Wat (1948)

Aleksander Wat (eigentlich: Chwat) (geboren 1. Mai 1900 in Warschau, Russisches Kaiserreich; gestorben 29. Juli 1967 in Paris) war ein polnischer Schriftsteller und Mitbegründer des polnischen Futurismus.

## Leben
Wat stammte aus einer alteingesessenen jüdisch-polnischen Warschauer Familie. Einer seiner Brüder wurde im Treblinka ermordet. Eine seiner Schwestern war die Schauspielerin Seweryna Broniszówna. Wat studierte 1918/1919 Philosophie an der Universität Warschau, u. a. bei Władysław Tatarkiewicz. Das Studium gab er bald zugunsten seiner literarischen Tätigkeit auf. Er gehörte 1919 zu denjenigen, die den ersten futuristischen Auftritt in Polen mitorganisierten. Von 1921 bis 1922 war er Redakteur der Zeitschrift Nowa Kultura, von 1924 bis 1925 des Almanach Nowej Sztuki und von 1929 bis 1931 des Miesięcznik Literacki. Seit Ende der 1920er Jahre begann er – auch unter dem Einfluss seines Freundes Wladimir Majakowski – mit dem Kommunismus zu sympathisieren. Beim deutschen Überfall auf Polen 1939 floh er ins sowjetisch besetzte Lemberg, wo er zunächst am kulturellen Leben teilnahm. 1940 wurde er jedoch denunziert, vom NKWD verhaftet und 1941 mit der gesamten Familie nach Kasachstan deportiert. 1946 konnte er nach Polen zurückkehren, wo er auch blieb, obwohl er sich vom Kommunismus gelöst hatte. 1948 erlitt er einen Schlaganfall, den er zwar überstand, aber infolge dessen er bis zu seinem Lebensende unter starken Nervenschmerzen litt. Nach der Tauwetter-Periode kehrte Wat ins öffentliche Leben zurück und erhielt 1957 für seine Lyrik den Preis der Wochenzeitung Nowa Kultura. 1959 ging er mit seiner Familie in den Westen und lebte seit 1961 in Frankreich, wo er 1967 auch starb.

## Werk
Wats frühes Werk war geprägt vom Geiste des Futurismus und Surrealismus, wie das 1919 entstandene Poem Ja z jednej strony i Ja z drugiej strony mego mopsożelaznego piecyka (Ich von der einen Seite und Ich von der anderen Seite meines mopseisenen Öfchens). Anders als seine damaligen Kollegen Anatol Stern und Bruno Jasieński entwickelte er sich jedoch inhaltlich und formal weiter, darin eher seinem Freund Stanisław Ignacy Witkiewicz verwandt. Sein einziger Erzählband Bezrobotny Lucyfer (Der arbeitslose Luzifer) von 1927 spielte auf die tiefe geistige Krise der westlichen Zivilisation an. Seine Gedichte dagegen zeigen bis zu dem postum 1968 erschienenen Band Ciemne Świecidło (Dunkles Geleuchte) den inneren Kampf Wats zwischen Judentum, Atheismus und dem Katholizismus nach, der ihn an seinem Lebensende immer stärker faszinierte.
Sein bedeutendstes Werk stellen aber zweifellos seine Erinnerungen an die Jahre 1926 bis 1945 – insbesondere an die Jahre in sowjetischen Gefängnissen – dar, die in den 60er Jahren in der Form von auf Tonband festgehaltenen und später zum Druck gegebenen Gesprächen entstanden, die Czesław Miłosz mit ihm führte. Sie erschienen im polnischen Original unter dem Titel Mój Wiek, in deutscher Übersetzung von Esther Kinsky im Jahr 2000 in der Polnischen Bibliothek des Suhrkamp Verlags unter dem Titel Mein Jahrhundert und erinnern in ihrer genauen Beschreibung des Sowjetalltags an den etwas früher entstandenen autobiographischen Bericht (Welt ohne Erbarmen) von Gustaw Herling-Grudziński. Im Jahr 2009 unterzog der bedeutende polnische Essayist Adam Zagajewski Wats Erinnerungen einer erneuten Lektüre und beantwortete die Frage, ob sie dem Fluss der Zeit standgehalten hätten, eindeutig positiv: „Es ist für zahlreiche Leser zum Standardwerk geworden, und sein Autor gilt als einer der wichtigsten Augenzeugen und Chronisten des schrecklichen zwanzigsten Jahrhunderts.“ Allerdings habe sich in der Rezeption der Akzent langsam von „Jahrhundert“ auf „mein“ verschoben. Das Interesse gelte jetzt mehr „Wats individueller Stimme“, die zeitgenössische Leserschaft würde jetzt mehr „seine brillante Intelligenz“ bewundern, „seine Beobachtungsgabe – vielleicht (...) sogar seine Manierismen, seine Erinnerungsticks, die exzentrischen gelehrten Exkurse und die Eigenheiten seines Denkens und Sprechens.“
Wat war auch als Übersetzer englisch-, französisch-, deutsch- und russischsprachiger Literatur tätig. Er war verheiratet mit Paulina, genannt Ola, (1904–1991), deren Erinnerungen ebenfalls auf Deutsch vorliegen. Die beiden hatten einen Sohn, Andrzej.

## Werke
- Ja z jednej strony i Ja z drugiej strony mego mopsożelaznego piecyka (1920)
- Gga. Pierwszy polski almanach poezji futurystycznej (gemeinsam mit Anatol Stern, 1920)
- Bezrobotny Lucyfer (1927)
- Wiersze (1957)
  - Was sagt die Nacht? Ausgewählte Gedichte. Übersetzung Esther Kinsky. Bad Honnef: Gildenstern, 1991
- Ciemne świecidło (postum, 1968)
- Kobiety z Monte Olivetto (postum, 2000)
- Mój wiek. Pamiętnik mówiony. London : Book Fund, 1977
  - Jenseits von Wahrheit und Lüge: mein Jahrhundert. Gesprochene Erinnerungen 1926–1945. Mit einem Vorwort von Czesław Miłosz. Aus dem Polnischen von Esther Kinsky. Hrsg. und mit einem Nachwort versehen von Matthias Freise. Frankfurt/Main: Suhrkamp, 2000